# 鹿島町 (石川県)
鹿島町（かしままち）は石川県能登地方にあった町。鹿島郡に属していた。
2005年3月1日、隣接する鹿西町・鳥屋町との合併で中能登町になった。

## 地理
能登半島の中ほどに位置した。
- 山：石動山

## 歴史

### 沿革
- 1955年（昭和30年）1月1日 - 鹿島郡越路町、御祖村、滝尾村及び久江村を廃し、その区域をもって鹿島郡鹿島町を設置する。
- 2005年（平成17年）3月1日 - 鹿島郡鳥屋町、鹿島町及び鹿西町を廃し、その区域をもって鹿島郡中能登町を設置する。

## 行政

### 町長
| 代 | 人 | 氏名     | 就任                      | 退任                      | 備考           |
| -- | -- | -------- | ------------------------- | ------------------------- | -------------- |
|    |    | 小林昌幸 | 1955年（昭和30年）1月1日  | 1955年（昭和30年）1月22日 | 町長職務執行者 |
| 1  | 1  | 田中平治 | 1955年（昭和30年）1月23日 | 1959年（昭和34年）1月22日 |                |
| 2  | 1  | 田中平治 | 1959年（昭和34年）1月23日 | 1963年（昭和38年）1月22日 |                |
| 3  | 1  | 田中平治 | 1963年（昭和38年）1月23日 | 1967年（昭和42年）1月22日 |                |
| 4  | 2  | 笠間嘉一 | 1967年（昭和42年）1月23日 | 1971年（昭和46年）1月22日 |                |
| 5  | 3  | 諏訪俊雄 | 1971年（昭和46年）1月23日 | 1975年（昭和50年）1月22日 |                |
| 6  | 3  | 諏訪俊雄 | 1975年（昭和50年）1月23日 | 1976年（昭和51年）6月30日 | [ 1 ]          |
|    |    | 山本一平 | 1976年（昭和51年）6月30日 | 1976年（昭和51年）7月7日  | 助役、職務代理 |
| 7  | 4  | 辻本正也 | 1976年（昭和51年）7月7日  | 1979年（昭和54年）1月22日 |                |
| 8  | 4  | 辻本正也 | 1979年（昭和54年）1月23日 | 1983年（昭和58年）1月22日 |                |
| 9  | 4  | 辻本正也 | 1983年（昭和58年）1月23日 | 1987年（昭和62年）1月22日 |                |
| 10 | 4  | 辻本正也 | 1987年（昭和62年）1月23日 | 1991年（平成3年）1月22日  |                |
| 11 | 4  | 辻本正也 | 1991年（平成3年）1月23日  | 1995年（平成7年）1月22日  |                |
| 12 | 4  | 辻本正也 | 1995年（平成7年）1月23日  | 1999年（平成11年）1月22日 |                |
| 13 | 5  | 長澤隆静 | 1999年（平成11年）1月23日 | 2003年（平成15年）1月22日 |                |
| 14 | 5  | 長澤隆静 | 2003年（平成15年）1月23日 | 2005年（平成17年）2月28日 |                |

- 町長 - 長澤 隆静（ながさわ・りゅうじょう）

### 庁舎
鹿島町役場として使用されていた庁舎が合併後、中能登町鹿島庁舎（中能登町井田4部1番地）として利用されていたが、老朽化のため2021年1月29日に閉庁した。

## 教育

### 中学校
- 町立鹿島中学校

### 小学校
- 町立久江小学校(休校)
- 町立越路小学校
- 町立越路小学校在江分校
- 町立滝尾小学校
- 町立御祖小学校

## 交通

### 鉄道
- 西日本旅客鉄道（JR西日本）
  - 七尾線 ： 能登二宮駅

### 道路
- 一般国道
  - 国道159号
- 県道
  - 主要地方道
    - 富山県道・石川県道18号氷見田鶴浜線

  - 一般県道
    - 石川県道242号久江鹿西線
    - 石川県道244号七尾鹿島羽咋線
    - 石川県道・富山県道304号鹿西氷見線
    - 石川県道・富山県道325号良川磯辺線

## 観光
- 石動山（大宮坊、旧観坊）
- 不動滝